# Steinbruch am Mordgrund

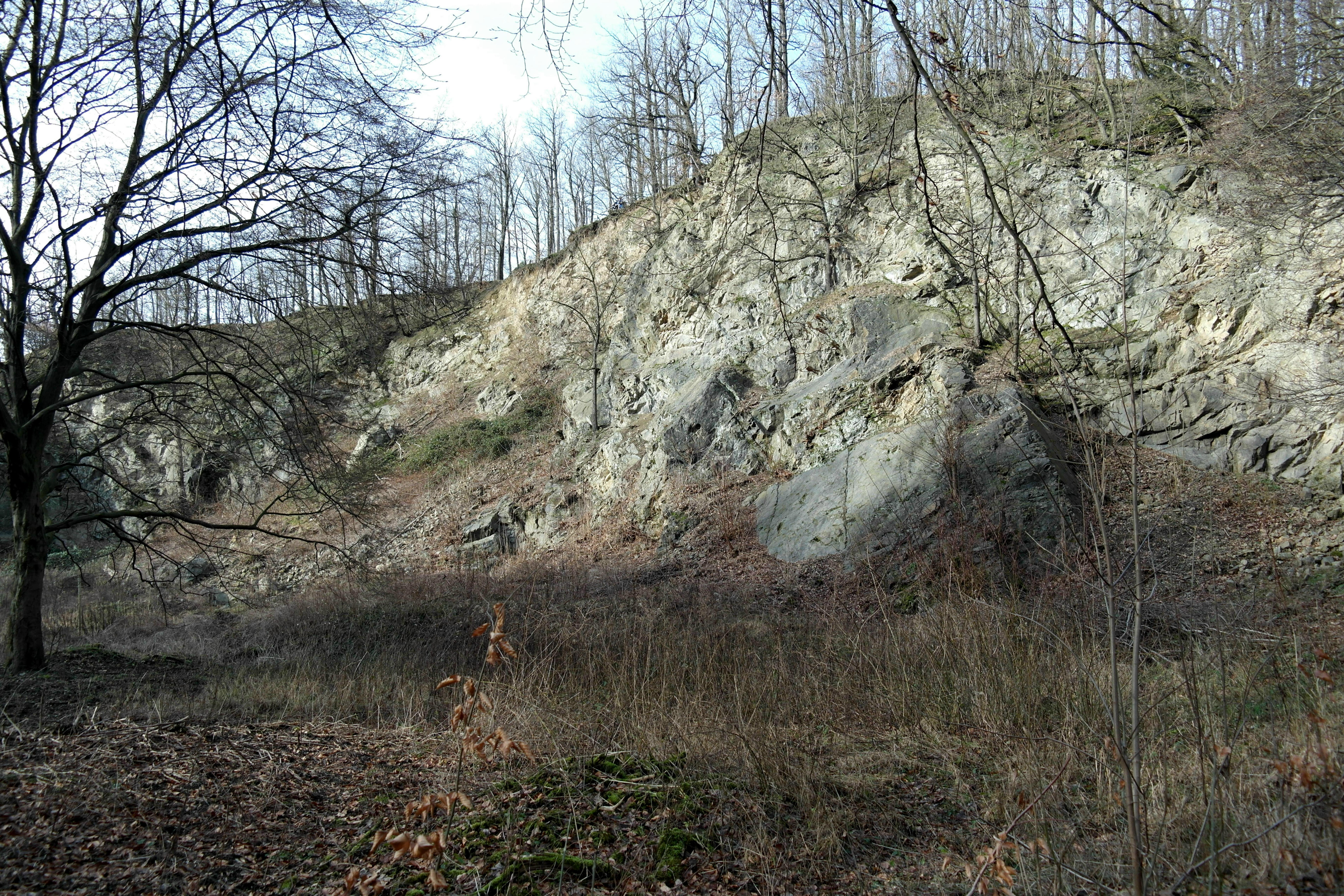
Hänge des FND Steinbruch am Mordgrund

Der Steinbruch am Mordgrund ist ein Flächennaturdenkmal (ND 48) im Landschaftsschutzgebiet Dresdner Heide.

## Lage

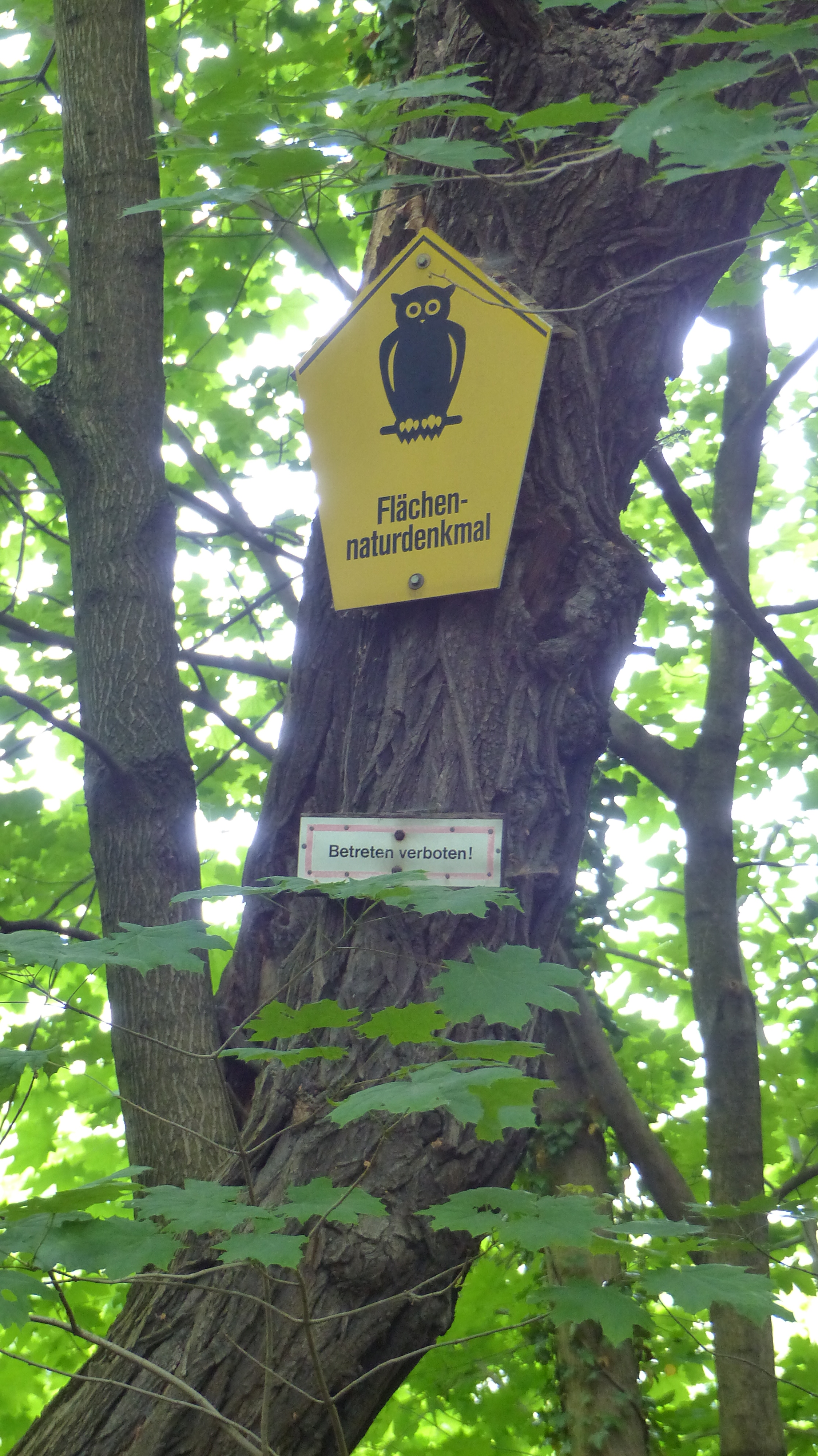
Hinweis auf das FND sowie ein Betretungsverbot

Der ehemalige Steinbruch befindet sich in der südlichen Dresdner Heide (Stadtbezirk Loschwitz) nördlich der Mordgrundbrücke am Mordgrundweg. Letzterer bildet mit der Schneise 18 und einer Linie 10 Meter von der Steinbruchkante die Grenze des Flächennaturdenkmals. Es nimmt dabei eine Fläche von 0,8 oder 0,9 Hektar ein.

## Schutzgegenstand

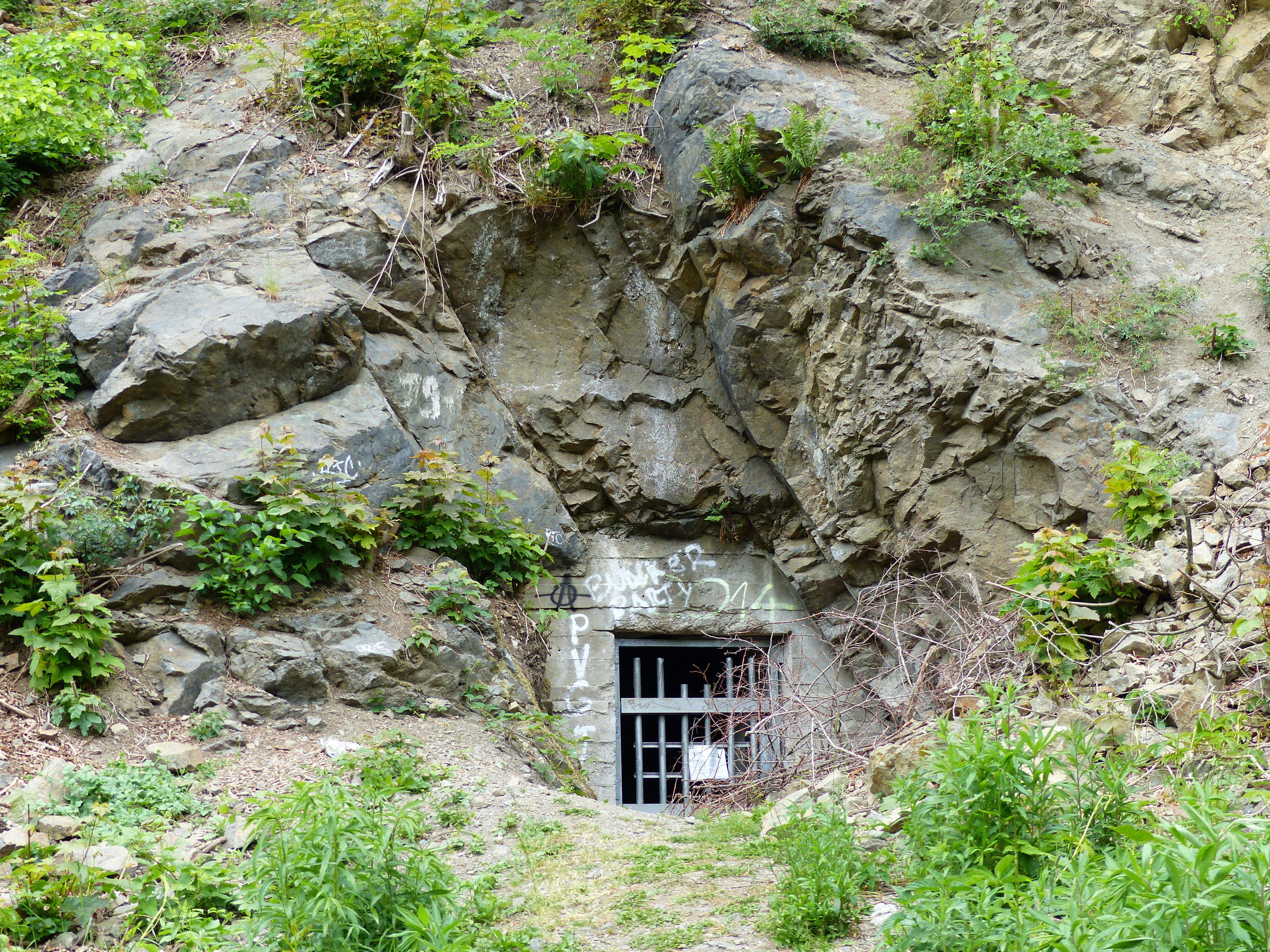
Vergitterter Fledermausstollen

Aufgrund seiner südexponierten Lage ist der ehemalige Granodioritbruch am Mordgrund mit seinen Steilhängen und dem Geröllschutt Lebensraum wärmeliebender Tierarten, insbesondere Amphibien und Reptilien, wie Zaun- und Waldeidechse, sowie Insekten. Ein Stollen, der in der NS-Zeit als Bunkeranlage diente, fungiert inzwischen als Fledermausquartier. Zum Erhalt dieses Lebensraums finden Entbuschungen statt.
Das Gelände sollte nicht unbefugt betreten werden.